# Los caballeros del pez
Los Caballeros del Pez es un cuento de hadas español recopilado por Fernán Caballero en Cuentos. Oraciones y Adivinas. Andrew Lang lo incluyó en El Libro de Hadas Marrón. Otra versión del cuento aparece en Un Libro de Encantamientos y Maldiciones de Ruth Manning-Sanders.
Está clasificado en el índice Aarne-Thompson-Uther como cuento tipo 303 ("Los hermanos de sangre"). La mayoría de los cuentos de este tipo comienzan con el padre atrapando un pez parlante tres veces y, en la tercera vez, el animal pide ser sacrificado y alimentado a la esposa y los caballos del pescador, y que sus restos sean enterrados debajo de un árbol. Al hacerlo, él y su esposa nacen gemelos, así como dos potros y dos árboles.
También se clasifica como ATU 300 ("The Dragon-Slayer"), un cuento muy difundido.

## Sinopsis
Un zapatero trabajador pero pobre intenta pescar, al extremo que tiene tanta hambre que piensa que se ahorcaría si no pesca nada. Coge un hermoso pez. El pez le dice que lo cocine y luego le diera dos piezas a su esposa y que enterrara dos más en el jardín. El zapatero hizo esto. Su esposa dio a luz a dos varones gemelos, y dos plantas brotaron con escudos en el jardín.
Cuando los niños alcanzan la adultez, ya caballeros, emprenden un viaje. En una encrucijada, se separan. Uno de ellos encuentra una ciudad en duelo, porque todos los años había que ofrecer una doncella a un dragón, y este año la suerte había recaído en la princesa. El caballero fue a ver dónde estaba la princesa y luego parte para ir a buscar un espejo. El muchacho le dice a la princesa que lo cubra el espejo con su velo y se esconda detrás del mismo; y que cuando el dragón se acercara, debía rasgar el velo. Ella así lo hizo, y el dragón miró fijamente a su rival, idéntico a él. Lo amenazó hasta que finalmente lo rompió en pedazos, pero como cada fragmento lo reflejaba, pensó que él también había sido aplastado. Mientras aún estaba desconcertado, el caballero mata al dragón. El rey casa al caballero con la princesa.
La princesa luego le muestra a su esposo todo el país. El caballero ve un castillo de mármol negro, pero le advierten que quien se acercara al mismo nunca regresaría. Sin embargo el caballero decide partir hacia el castillo al día siguiente. Cuando toca su cuerno y golpea la puerta, una mujer abre la puerta. Los ecos le advirtieron. El caballero se levanta el casco y la mujer, que era una bruja malvada, lo deja entrar porque es muy guapo. Ella le dice que se desea casar con él, pero él se niega. La bruja le muestra el castillo y de repente lo mata dejándolo caer por una trampilla.
Su hermano llega a la ciudad y buscando a su hermano. Le dice a la princesa que tiene que ir al castillo. Exige saber qué le pasó a su hermano, y los ecos se lo cuentan. Con este conocimiento, tan pronto como conoce a la bruja, la apuñala con su espada. La bruja moribunda luego le suplica que le salve la vida con plantas mágicas del jardín. El caballero finalmente encuentra los cuerpos de su hermano y sus víctimas anteriores, y les devuelve la vida. También encuentra una cueva llena de doncellas que habían sido asesinadas por el dragón, reviviéndolas también. Después que todos parten, la bruja muere y el castillo se derrumba.

## Motivos
El motivo de la demanda de sacrificio de jóvenes de ambos sexos ocurre en el mito griego de Teseo y el Minotauro. Sin embargo, una variante específica, donde el dragón o la serpiente exige el sacrificio de jóvenes doncellas o princesas, es compartida por muchos cuentos o leyendas en todo el mundo: el cuento japonés de Susanoo-no-Mikoto y la serpiente de ocho cabezas Orochi; Cuento popular chino de Li Ji Mata a la Gran Serpiente, atestiguado en Soushen Ji, una compilación de historias del siglo IV, de Gan Bao.
El mito de Perseo y Andrómeda es un reflejo arcaico del tema de la princesa y el dragón: por no respetar a las Nereidas, el dios del mar Poseidón exige en sacrificio la vida de la princesa etíope Andrómeda al monstruo marino Cetus. Por lo tanto, está encadenada a una roca que flota en el mar, pero es rescatada por el héroe semidivino Perseo. Un hecho similar ocurre en la historia de la princesa de Troya Hesíone.
El enemigo serpiente de muchas cabezas comparte similitudes con la criatura mítica griega Hidra, derrotada por Heracles como parte de sus Doce Trabajos. Un episodio de una batalla con el dragón también ocurre en varios cuentos de hadas: Los Tres Perros, Los Dos Hermanos, El Mercader (cuento de hadas), El Valiente Caballero, las Manzanas de la Juventud y el Agua de la Vida, Los Tres Príncipes y sus Bestias, El Decimotercer Hijo del Rey de Erin, Georgic y Merlin, las hazañas épicas de Dobrynya Nikitich, la leyenda polaca del Dragón de Wawel.
El motivo del nacimiento de gemelos al comerse un pez mágico comparte similitudes con una práctica que involucra pétalos de flores, como se ve en el ATU 711, "El Hermoso y el Gemelo Feo" (Tatterhood).

## Variantes
El relato habitual implica el nacimiento de gemelos por la ingestión de la carne del pescado. Muy raramente, nacen trillizos, como en una variante de Bretaña, Francia, recopilada por el folclorista Adolphe Orain: en Les chevaliers de la belle étoile, en lugar de los gemelos habituales, nacen tres hijos cuando a su madre se le da la carne de la anguila encantada (que reemplaza al pez). Cada uno de los hermanos nace con una estrella en la frente.
Otra variante similar es Le rei des peiches, recolectada en Bélesta, Ariège, donde también nacen tres hijos del pez mágico.
En el cuento de hadas checo Los Hermanos Gemelos, el pez encantado se describe como una princesa maldita en forma pisciana. Cuando una mujer la atrapa (como pescado) para comer, la princesa dice que será liberada de su maldición "tan pronto como [su] cuerpo se haya podrido".
El tipo ATU 303 generalmente implica el nacimiento de gemelos (o trillizos), pero en variantes nacen dos individuos de apariencia similar de una madre rica (reina, dama) y una pobre (criada, sirvienta), quienes se comieron el mágico artículo que, según algunas supersticiones de la historia, se dice que tiene propiedades que inducen el embarazo, como una fruta o una hierba. A pesar de sus diferentes orígenes, ambos jóvenes tienen un gran afecto y lealtad entre ellos. Un ejemplo es el cuento popular sueco Silfver-hvit och Lill-vacker (español: "Blanco Plateado y Lillwacker").
El dragón del cuento, en variantes escadinavianas, a veces es reemplazado por un trol que vive en el mar.
Si los personajes se nombran en el cuento, ambos hermanos pueden tener nombres relacionados con el agua. Por ejemplo, en la variante sueca Wattuman und Wattusin (Wassermann und Wasserjunge), en el cuento de los Hermanos Grimm Johann Wassersprung und Kaspar Wassersprung ("Johannes Waterspring y Casper Waterspring"), en otra variante alemana Wasserpaul y Wasserpeter, o en una variante húngara Vízi Péter és Vízi Pál (vízi significa "agua" en húngaro).
En otra variante alemana, Los Dos Niños Abandonados en la Fuente, o La Historia de Brunnenhold y Brunnenstark, una princesa exiliada encuentra dos bebés cerca de un manantial y decide que "ambos tomarán sus nombres del agua": Brunnenhold, con "ojos azules y cabello", y Brunnenstark, porque es más fuerte que su hermano. La historia de los hermanos Brunnnenhold y Brunnenstark también recibió un formato un tanto abreviado por el teólogo del siglo XIX Johann Andreas Christian Löhr, con el nombre Die Söhne der Quelle.